# Plaza de toros de Nerva
La plaza de toros de Nerva es un coso taurino del municipio español de Nerva, en la provincia de Huelva, comunidad autónoma de Andalucía. Inaugurada en 1888, en la actualidad constituye la plaza de toros más grande de la provincia tras La Merced de Huelva, teniendo un aforo de 4500 personas.

## Historia
La plaza de toros de Nerva fue inaugurada el 5 de agosto de 1888, sustituyendo al coso que había existido en Minas de Riotinto hasta unos años antes. Debido a circunstancia, entre los que asistían a las corridas de toros en Nerva también había gentes procedentes de otras poblaciones de la Cuenca Minera onubense. El recinto taurino se hallaba situado en la calle Marqués de Nerva y durante muchos años también fue utilizado para acoger mítines o actos políticos. Tras dos décadas en que estuvo clausurada, el 19 de agosto de 2017 la plaza de toros de Nerva fue reabierta al público. 